# Quiquibey
Quiquibey, oficialmente Asunción de Quiquibey, es una localidad de Bolivia ubicada en el municipio de San Borja de la provincia del General José Ballivián en el departamento del Beni. El pueblo se encuentra dentro de la Reserva de la Biosfera y Tierra Comunitaria de Origen Pilón Lajas, una reserva natural de 4.000 km² a orillas del río homónimo.

## Transporte
Quiquibey se encuentra a 200 kilómetros por carretera al suroeste de Trinidad, la capital departamental.
La carretera troncal Ruta 3 de La Paz a Trinidad, de 600 kilómetros, atraviesa Quiquibey. Excepto por un tramo de cincuenta kilómetros al este de La Paz, el camino es en gran parte de tierra y, por lo tanto, no siempre es fácil de conducir, dependiendo de las condiciones climáticas. Conduce desde La Paz por Cotapata, Sapecho e Inicua hasta Quiquibey y por Yucumo, San Borja y San Ignacio de Moxos hasta Trinidad.